# JimJam
JimJam je televizní stanice vysílající převážně animovanou tvorbu pro děti. Vysílá od 1. října 2006[zdroj?].
Česká verze začala vysílat 3. října 2006. JimJam vysílá mimo ČR a SR ve Švýcarsku, Maďarsku, Rumunsku, Polsku, Nizozemsku, Belgii, Portugalsku, Rakousku, Německu, Rusku a na Ukrajině, mimo Evropu pak v Izraeli, Singapuru, Jihoafrické republice, Thajsku a v arabsky mluvících zemích. Vysílá 18 hodin denně.

## Vysílané pořady
- Agi Bagi
- Angelína balerína
- "Anton"
- Bambulín a Berunka
- Barney a jeho přátelé
- Bořek stavitel
- Bing
- Boj
- Calamity Crow Kids
- Camelot
- Chirp
- Clifford Velký červený pes
- Discover The Olympics
- Doodleboo
- Donkey Hodie
- Dot
- Hladová housenka
- Gombyho zelený ostrov
- Hádej, jak moc tě mám rád
- Gulliverovy cesty
- Harry a jeho dinosauří kamarádi
- Hero Elementary
- Hercules
- Hip-Hip a Hurá
- "Hubinci"
- Hurá za Hádankou
- Statečná autíčka (také Hrdinové velkoměsta)
- Jarmies
- Joe a Jack
- Jungle Beats
- Kipper
- Kit'n'Kate
- Kravička Connie
- Kocour Kuba
- "Kouzelny kilcek"
- Lokomotiva Tomáš
- Můj malý pony: Přátelství je magické
- Noemova archa
- Noksu
- Nouky a jeho přátelé
- Now You Know
- Opičiny skopičiny
- Oswald
- Pinkaliciousul & Peterrific
- Pohádková svět
- Příhody Pižly Mžika
- Požárník Sam
- Playdate
- "Prasatko Slim"
- Ruff Ruff, Tweet a Dave
- Pingu
- "Rubberdubbers"
- Snapatoonies
- Suzy's Zoo
- Tesák – velký červený
- The Hero Of Coulour City
- Tomáš a přátelé
- Tom Thumb meet Thumbelina
- "Tonda mravenec"
- To je ale nápad!
- "Wildlife"
- "Wobbly Land"

- Youniverse

## Statistiky programu české verze
Na základě dat sesbíraných společností BigZoom a.s. z doby vysílání 1. 10. 2009 až 27. března 2024 byl vytvořen žebříček nejčastěji umíštovaných pořadů do programového schématu za dané období. Naopak seriál Ricky Zoom a film Sněhová královna byly odvysílány jen třikrát, díky čemuž patří mezi nejméně vyskytované pořady.

### Nejvíce umisťované pořady do programu českého JimJamu
| Pořadí | Název                     | Počet výskytů |
| ------ | ------------------------- | ------------- |
| 1.     | Bořek Stavitel            | 27 777        |
| 2.     | Požárník Sam              | 23 642        |
| 3.     | Pingu                     | 22 698        |
| 4.     | Lokomotiva Tomáš          | 20 500        |
| 5.     | Hádej, jak moc tě mám rád | 17 221        |
| 6.     | Barney a jeho přátelé     | 15 711        |
| 7.     | Bing                      | 15 690        |
| 8.     | Kipper                    | 14 629        |
| 9.     | Angelína Balerína         | 13 677        |
| 10.    | Tiny Planets              | 12 889        |